# 月山大君
月山大君（がっさんたいくん、ウォルサンデグン、월산대군、1454年 - 1488年）は、李氏朝鮮の王族男性。第9代国王成宗の実兄である。諱は婷（ジョン、정）、字は子美（しみ、ジャミ、자미）、諡は孝文。

## 生涯
懿敬世子（第7代国王世祖の息子）の長男として誕生する。父の弟である第8代国王睿宗が若くして崩御すると、跡継ぎを誰にするのか議論が起こった。本来ならば睿宗の子である斉安大君が継ぐはずだが、幼かったため除外された。また彼自身も王位継承の資格があったが、病弱であることを理由に除外され、実弟が即位した。実はこれは成宗の妃、恭恵王后が権力者の韓明澮の娘であるためであった。しかし、これに対して、不満を一切表さず、成宗とも良好な兄弟関係を保った。
本をよく読み、また文章力に優れ、詩作を好んだという。1488年に死去。享年34歳。

## 家族関係
- 祖父：第7代国王 世祖
- 祖母：貞熹王后尹氏
- 父：懿敬世子(追号して徳宗)
- 母：昭恵王后韓氏 (後に大妃となり仁粋大妃と号された。)
- 弟：第9代国王 成宗
  - 甥：第10代国王 燕山君
  - 甥：第11代国王 中宗
  - 義理の姪：章敬王后尹氏（中宗の2番目の王妃。正妻の姪（母が朴氏の妹））
- 義弟：朴元宗（正妻の弟。中宗反正を起こした人物）
- 叔父：第8代国王 睿宗
  - 従弟：斉安大君（正妻の姉妹の夫である為、義兄弟でもある）

正室との間には子は産まれず、側室との間に2男を儲けた。
- 正室：昇平府大夫人 朴氏（本貫は順天朴氏。1455年-1506年。判敦寧府事・朴仲善（世祖の従弟）の娘。燕山君に強姦され身ごもったという噂を立てられ、自殺した）
- 側室：原州金氏
  - 庶子：徳豊君（李恞、母は金氏）
  - 庶子：夭逝（母は金氏）